# Ralph Parfait
Ralph Parfait, född 1964, regissör av pornografisk film. Ralph Parfait regisserade över 40 filmer (bland annat I Love Tits) från debuten 1991 tills att han lämnade branschen 2005.

## Priser
- 2013: AVN Hall of Fame Award[2]